# Andul
Andul là một thị trấn thống kê (census town) của quận Haora thuộc bang Tây Bengal, Ấn Độ.

## Nhân khẩu
Theo điều tra dân số năm 2001 của Ấn Độ, Andul có dân số 5677 người. Phái nam chiếm 51% tổng số dân và phái nữ chiếm 49%. Andul có tỷ lệ 87% biết đọc biết viết, cao hơn tỷ lệ trung bình toàn quốc là 59,5%: tỷ lệ cho phái nam là 89%, và tỷ lệ cho phái nữ là 84%. Tại Andul, 6% dân số nhỏ hơn 6 tuổi.